# Li Ang

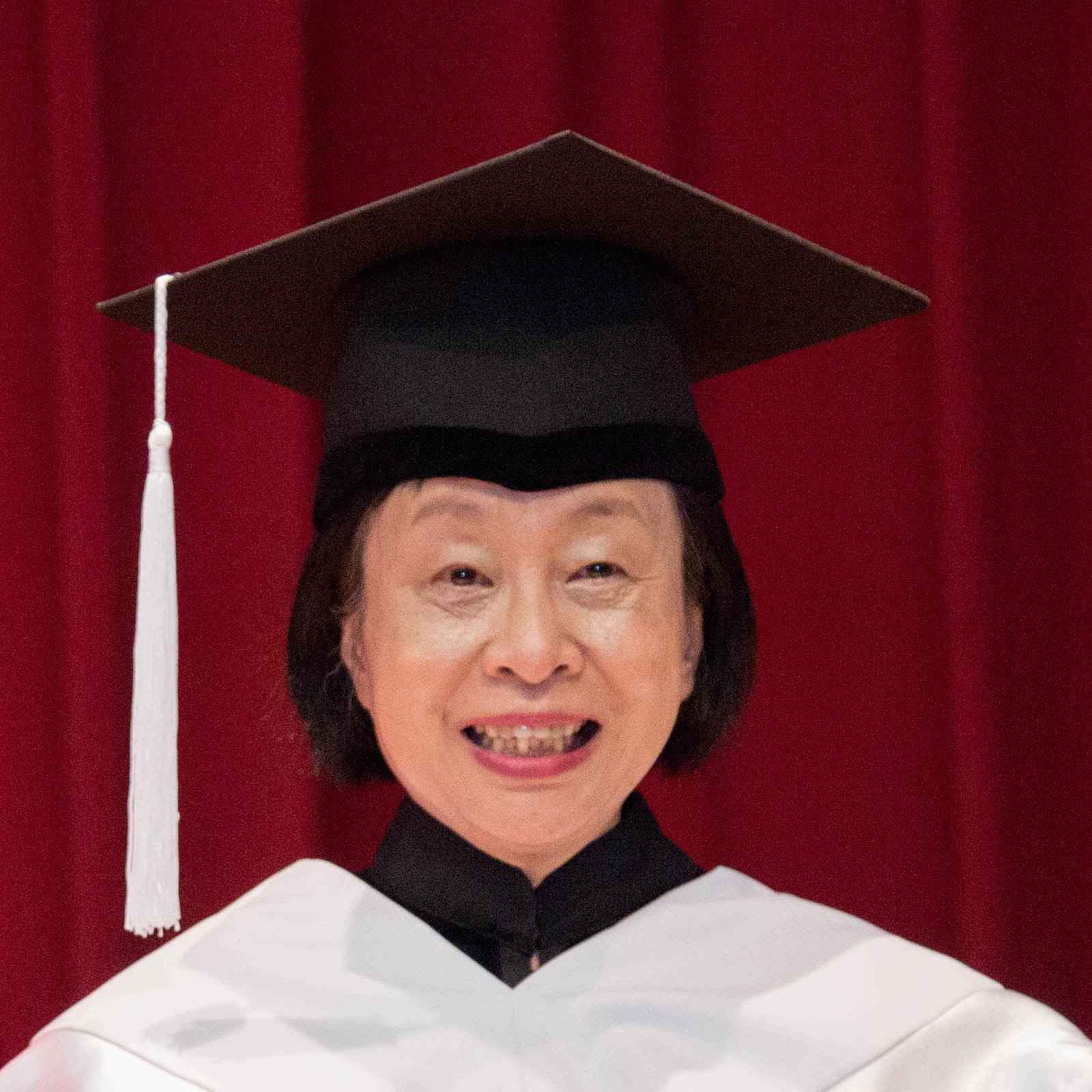
Li Ang

Li Ang, född 7 april 1952 i Lukang, Taiwan, är en taiwanesisk författare. 
Feministiska teman och sexualitet är framträdande inslag i hennes verk. Hon är mest känd för romanen Slaktarens hustru (1983) som översatts till ett flertal språk.
År 2004 tilldelades hon den franska Arts et Lettres-orden för sitt författarskap.